# 妖獸都市 (1992年電影)
《妖獸都市》，根據1987年由菊地秀行小說改編同名日本動畫版本所衍生製作的1992年香港電影，由徐克編劇與監製，麥大傑導演，黎明、張學友、李嘉欣、張耀揚、李若彤、袁和平、仲代達矢、葉山麗子、碧莉莎等主演。本片導演雖列名為麥大傑，但在收錄於法國版DVD的訪談中，女主角李嘉欣曾透露實際上徐克親自執導了很多場景。
此片是徐克其中一部最受歐美觀眾歡迎的電影，經常獲邀在歐美地區的影展和午夜場中放映。

## 劇情梗概
古今中外，大多數人類不知道有妖獸世界的存在。
阿龍（黎明飾）供職於香港某家進出口公司，但他實為駐守東京的反妖獸特警。
適逢1997年，香港主權移交在即，反妖獸特警總部將許多警力撤離香港，是最容易被妖獸入侵的時期，所以上司加山隊長（袁和平飾）將阿龍召回香港。
阿龍的好友是同在特警隊的郢國強（張學友飾）。郢國強身有妖獸血統，但他一直希望能證明自己是人類。郢國強在反妖獸特警隊工作多受懷疑，除了阿龍外就只有同事紫羅（李若彤飾）體諒他。
特警隊追查來自妖獸世界的毒品「快樂」。加山隊長懷疑快樂是由一個財團老闆元大宗（仲代達矢飾）從妖獸世界進口。
加山隊長命令阿龍與郢國強潛入元大宗神秘的150歲壽宴，其間阿龍重遇舊情人幻姬（李嘉欣飾），並得知她已是委身元大宗。
另一方面，元大宗企圖以經濟為籌碼與人類談判，同時也表明不知道是誰進口毒品「快樂」。
會議受到兩頭妖獸殺手襲擊，元大宗雖然逃過追殺，但身受重傷，幻姬也中了快樂的毒。
加山隊長懷疑特警隊有內奸，並將可疑的郢國強停職。
特警隊知道「妖獸重生法」需要電力，遂出兵搜查發電廠，阿龍更獨自找到二人。
阿龍放走了幻姬，元大宗向阿龍釋出合作善意，阿龍不理會將他抓起。
逃脫的幻姬向元大宗之子鬼眾道（張耀揚飾）求助，鬼眾道在幻姬身上注射快樂，要幻姬效忠自己……
在幻姬幫助下，阿龍與郢國強查出真相：紫羅才是真正的內奸，鬼眾道才是進口快樂與襲擊父親的幕後主使。
加山隊長將郢國強停職其實是引蛇出洞之計，紫羅中計而出手關閉特警隊用來保護香港的人工磁場，之後被加山隊長識破真相擊斃。
經過一場激鬥，郢國強中了鬼眾道巫术變成妖獸，幻姬也因「快樂」藥效發作命危，而且保護香港的人工磁場被關閉，香港陷入鬼眾道的威脅。
變成妖獸的郢國強被鬼眾道與加山隊長重挫，元大宗則回復妖獸原形，與鬼眾道在香港上空的一架客機上決鬥。
決鬥中元大宗潛入鬼眾道的影子佔了上風，但鬼眾道知道情感是元大宗的弱點，抓住阿龍作人質。
最後恢復意識的郢國強捨命醫治幻姬，讓她救出阿龍。
最後鬼眾道被擊斃，加山隊長設法將飛機停在香港中銀大廈上，傷重的郢國強遺憾終究沒有證明自己是人類，死於加山隊長懷中。
阿龍放走了元大宗與幻姬，但元大宗已因能量耗盡而死……

## 演員列表
| 演員     | 角色     | 粵語配音                    | 身份                                                   |
| 黎 明    | 阿龍     | 陳 欣                       | 反妖獸特警，與幻姬曾有一段情，個性優柔                 |
| 張學友   | 郢國強   | 朱子聰 (預告片配音: 張學友) | 反妖獸特警,人類妖獸混血，心儀紫羅                      |
| 李嘉欣   | 幻姬     |                             | 妖獸，與阿龍曾有一段情，被鬼眾道强奸凌辱，現委身元大宗 |
| 仲代達矢 | 元大宗   |                             | 妖獸之王，鬼眾道之父                                   |
| 袁和平   | 加山隊長 |                             | 反妖獸特警隊隊長                                       |
| 張耀揚   | 鬼眾道   | 謝君豪                      | 妖獸，元大宗之子                                       |
| 葉山麗子 | 蜘蛛女   | 周文瑛                      | 妖獸                                                   |
| 李若彤   | 紫羅     | 陸惠玲                      | 反妖獸特警 內奸                                        |

## 外部連結
- 開眼電影網上《妖獸都市》的資料（繁體中文）
- 豆瓣电影上《妖獸都市》的資料 （简体中文）
- 时光网上《妖獸都市》的資料（简体中文）
- AllMovie上《妖獸都市》的资料（英文）
- 爛番茄上《妖獸都市》的資料（英文）
- 香港影庫上《妖獸都市》的資料（繁體中文）
- 互联网电影数据库（IMDb）上《妖獸都市》的资料（英文）